# NGC 6071
NGC 6071 este o galaxie lenticulară situată în constelația Ursa Mică. A fost descoperită în 6 mai 1791 de către William Herschel.